# Carmen Linares
Carmen Pacheco Rodríguez (Linares, 1951), beter bekend als Carmen Linares, is een Spaans flamencozangeres. Ze wordt gezien als een van de grootste flamencozangeressen van haar generatie.

## Biografie
Carmen Pacheco werd geboren in Linares in Andalusië, Spanje. Als kind imiteerde ze de flamenco die ze op de radio hoorde. Ze luisterde naar flamencozangers als Marifé de Triana, Antonio Mairena en Juanito Valderrama. Haar vader, een amateurgitarist, stimuleerde haar om te zingen. Toen ze 10 was, verhuisde de familie naar Ávila. Op haar zestiende won ze een zangwedstrijd in Córdoba. In Ávila leerde ze Miguel Espín kennen, een flamencoliefhebber, onderzoeker en schrijver die voor de Spaanse publieke omroep TVE meewerkte aan programma's over flamenco. Jaren later trouwden ze.
Op haar zeventiende verhuisde de familie naar Madrid. Ze bezocht er de lokale tablaos en clubs, waar ze flamenco-artiesten als Enrique Morente, Fosforito, El Chocolate en Rafael Romero zag optreden en leerde kennen. Ze ging zingen in flamencogezelschappen van Paco Romero en José Molina, waar ze met haar zang de dansers begeleidde.
Carmen Linares is gespecialiseerd in de traditionele cante jondo stijl en trad tientallen jaren op in de tablaos van Andalusië. Ze beperkt zich echter niet tot oude tradities, maar moderniseerde flamenco door verbinding te zoeken met andere invloeden. Ze zingt werk van dichters als Federico García Lorca, Juan Ramon Jiménez, Jorge Luis Borges, Miguel Hernández en José Ángel Valente. Ze combineert flamenco met klassiek, jazz en wereldmuziek, bijvoorbeeld door samen te werken met klassieke orkesten en ensembles zoals het Nederlands Blazers Ensemble.
In 1996 bracht ze een van haar best gewaardeerde albums uit, Antología de la Mujer en el Cante. Dit album was een eerbetoon aan andere flamencozangeressen, zoals La Niña de los Peines, La Serneta en La Repompa.
Carmen Linares gaf optredens in veel verschillende landen en steden waaronder New York, Sidney, Buenos Aires, Londen en Amsterdam. Ze won diverse prijzen waaronder de Spaanse nationale muziekprijs (2001) en de Latin Grammy Lifetime Achievement Award (2023). Ze werkte samen met onder andere Joan Manuel Serrat, Miguel Poveda, Carlos Núñez en Javier Limón. De stem en zang van Carmen Linares worden omschreven als rauw, hees en gepassioneerd. De Volkskrant schreef na een optreden op de Flamenco Biënnale: "Haar stem is rauw en bitter, schor en stekelig soms. Maar leer je de verontrustende klaagzang van Linares waarderen, dan grijpt haar stem je ook bij de strot, om je niet meer los te laten."

## Prijzen en onderscheidingen (selectie)
- Premio Nacional de Música van het Spaanse ministerie voor Cultuur (2001)[12]
- Latin Grammy Award nominatie voor Best Flamenco Album met Un Ramito De Locura (2003)[17]
- Latin Grammy Award nominatie voor Best Flamenco Album met Raíces Y Alas (2009)
- Prinses van Asturiëprijs in de categorie Kunst (2022)[18]
- Eredoctoraat van de Universiteit van Sevilla (2023)[19]
- Latin Grammy Lifetime Achievement Award (2023)[13]

## Discografie
- Verso a Verso (Salobre, 2017)
- Remembranzas (Salobre, 2011)
- Raíces y Alas (Salobre, 2007)
- Un Ramito de Locura (Universal, 2002)
- Antología de la Mujer en el Cante (Universal, 1996)
- Desde el Alma - Cante flamenco en vivo (Network, 1994)
- Canciones Populares Antiguas de Lorca (Naive, 1993)
- La Luna en el Río (Naive, 1991)
- Cantaora (Warner, 1988)
- Su Cante (Hispavox, 1984)
- Flamenco: Carmen Linares (Hispavox, 1978)
- Carmen Linares (Hispavox, 1971)